# كريس وودز

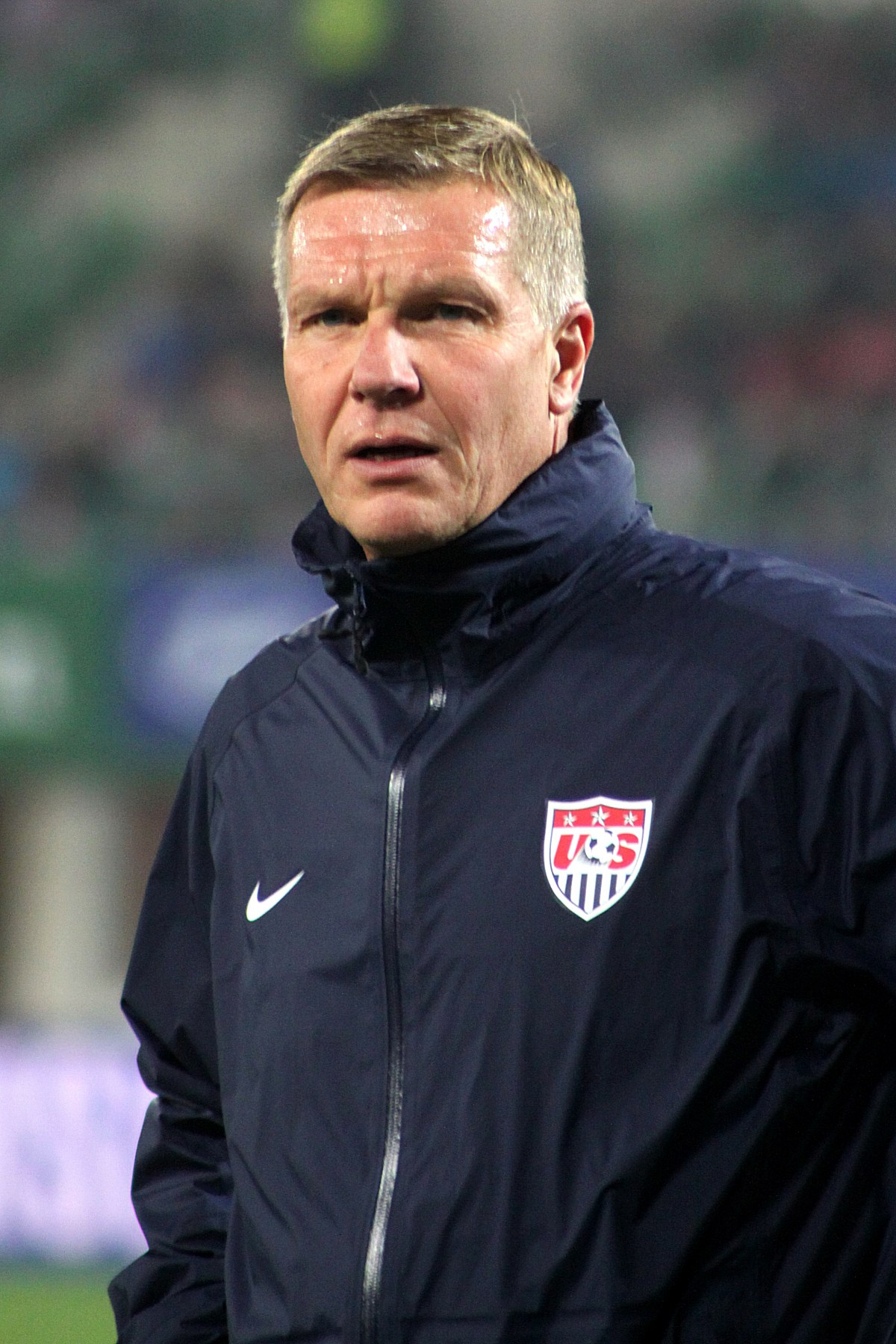
كريس وودز

كريس وودز (بالإنجليزية: Chris Woods) ، من مواليد 14 نوفمبر 1959 ، لاعب كرة قدم إنجليزي سابق.
لعب مع منتخب إنجلترا لكرة القدم.

## مسيرته الكروية
لعب كريس وودز خلال مسيرته الاحترافية مع 10 أندية في ستة وعشرون موسمًا ولم يسجل خلالها أي هدف ضمن 603 مباراة. ولم يفز بأي موسم بالكأس وفاز في خمسة مواسم بالدوري.
خاض كريس وودز مسيرته مع نادي نوتينغهام فورست في موسم 1976–77 واستمر معه طيلة ثلاثة مواسم، لم يشارك في أي مباراة ولم يسجل أي هدف. ثم انتقل إلى نادي كوينز بارك رينجرز في موسم 1979–80 ولمدة موسمين، حيث شارك في 63 مباراة ولم يسجل أي هدف أيضًا. لينتقل بعدها إلى نادي نورويتش سيتي في موسم 1980–81 ليلعب معه ستة مواسم، مشاركًا في 216 مباراة ولم يسجل أي هدف أيضًا. ثم انتقل إلى نادي رينجرز في موسم 1986–87 ليلعب معه خمسة مواسم، مشاركًا في 173 مباراة ولم يسجل أي هدف أيضًا. هذا وانتقل لاحقًا إلى نادي شيفيلد وينزداي في موسم 1991–92 ليلعب معه خمسة مواسم، مشاركًا في 107 مباراة ولم يسجل أي هدف أيضًا. ثم انتقل بعدها إلى نادي ريدنغ في موسم 1995–96 لمدة موسم واحد، مشاركًا في 5 مباريات ولم يسجل أي هدف أيضًا. ليعود وينتقل من جديد، لكن هذه المرة إلى نادي كولورادو رابيدز ما بين عامي 1996 و1997 لمدة موسم واحد، مشاركًا في 23 مباراة ولم يسجل أي هدف أيضًا. لينتقل بعدها إلى نادي سندرلاند في موسم 1996–97 لمدة موسم واحد، لم يشارك في أي مباراة ولم يسجل أي هدف أيضًا. ثم لعب في نادي بيرنلي في موسم 1997–98 لمدة موسم واحد، مشاركًا في 12 مباراة ولم يسجل أي هدف أيضًا.

## روابط خارجية
- كريس وودز على موقع الاتحاد الدولي (مؤرشف)  (الإنجليزية)
- كريس وودز على موقع الدوري الأمريكي (الإنجليزية)
- كريس وودز على موقع قاعدة بيانات كرة القدم.إي يو (الإنجليزية)
- كريس وودز على موقع ناشيونال فوتبول تيمز (الإنجليزية)
- كريس وودز على موقع Soccerbase.com (لاعب) (الإنجليزية)
- كريس وودز على موقع عالم كرة القدم.نت (الإنجليزية)